# Wochenplanunterricht

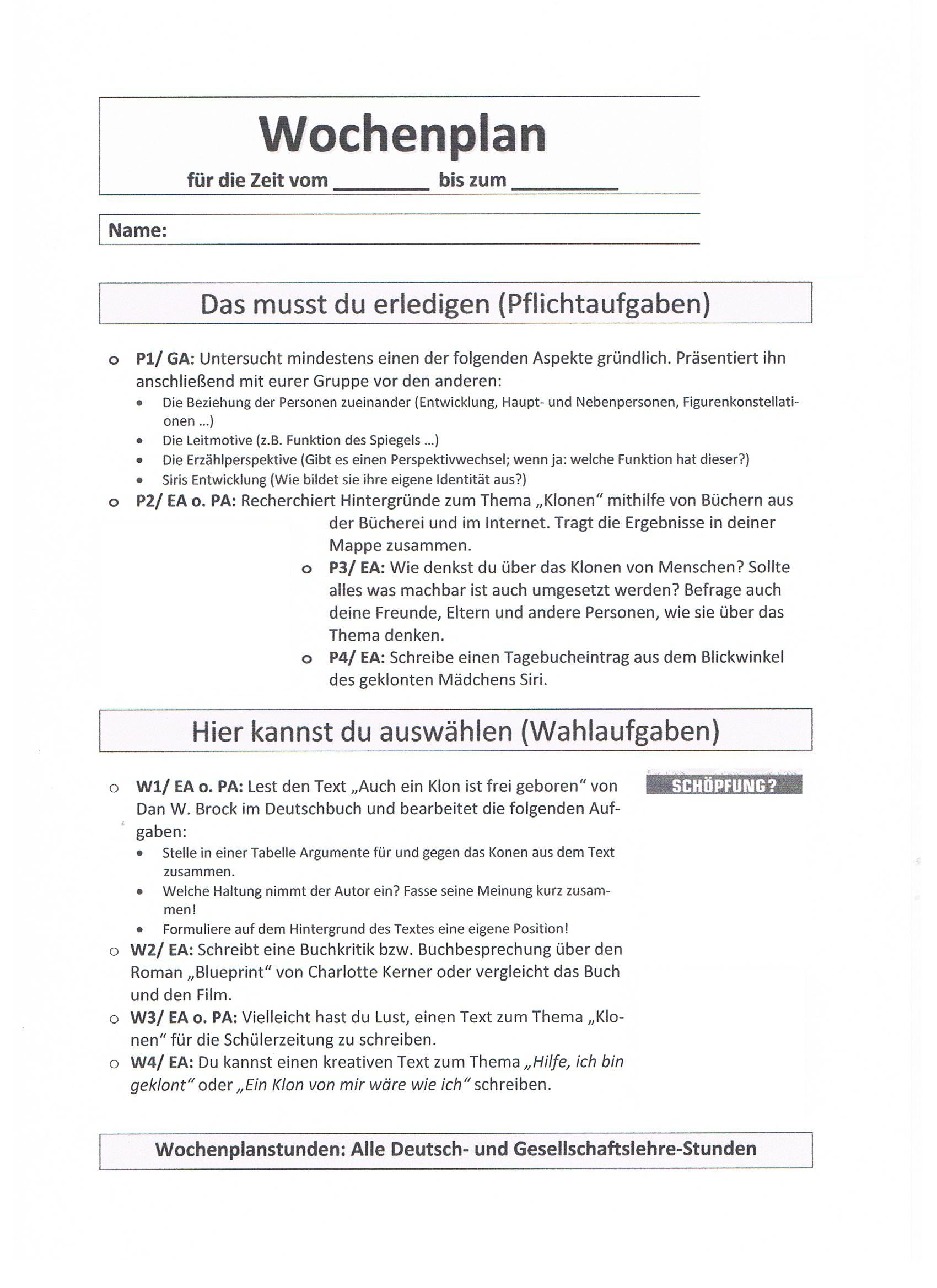
Beispiel eines Wochenplanes für das Fach Deutsch in der Sekundarstufe I/ II

Der Wochenplanunterricht ist eine Form des offenen Unterrichts. Historische Wurzeln der Wochenplanidee finden sich zum Beispiel bei den Reformpädagogen Celestin Freinet, Peter Petersen und Helen Parkhurst (Dalton-Plan). Für die neuere Diskussion wurde er im Marburger Grundschulprojekt unter der Leitung von Wolfgang Klafki wissenschaftlich begleitet und in Publikationen als methodische Form zur Förderung der Selbststeuerung zuerst fast ausschließlich in der Grundschule verbreitet. In der Sekundarstufe dauerte es, einige Versuchsschulen ausgenommen, bis in die 1990er Jahre, bis man die im Wochenplanunterricht liegenden Chancen erkannte.
Die Grundidee ist, dass die Kinder und Jugendlichen ihre Arbeitsvorhaben für die Woche fixieren. Im offenen Unterricht handelt es sich dabei um selbstgewählte Aufgaben oder selbstgewählte Themen. Dabei können die Lernenden auch selbst festlegen, wann sie was, mit wem und wo arbeiten wollen. Auch die Lerngeschwindigkeit bestimmen die Kinder und Jugendlichen selbst.
Daneben gibt es eine weitere, wesentlich verbreitetere Form der Wochenplanarbeit, in der die Schüler eher eingeschränkt selbst festlegen können, wann sie was, mit wem und wo arbeiten.
Im engeren Fall ist der Wochenplan eine Unterrichtsform, in der die Kinder und Jugendlichen von den Lehrern festgelegte Aufgaben bearbeiten müssen. Diese Variante des reinen Pflichtaufgabenplans kann durch eine Auswahl von Aufgaben ergänzt sein, die die Kinder im Rahmen des Wochenplans selbst ausgewählt bearbeiten können (Kür). Das Wochenplan-Konzept stellt hier für den Lehrer ein pragmatisch und flexibel variierbares Hilfsmittel dar, um erste Schritte mit den Schülern in Richtung selbsttätiges und selbständiges Lernen zu gehen. Im engen Fall bleibt das Lernangebot Auswahl des Lehrers und wird auf die Heterogenität der Lerngruppe zugeschnitten (Innere Differenzierung). Es setzt einen Kontrapunkt zum Frontalunterricht (fragend-erarbeitenden Unterricht) und zum rezeptiven Lernen. In diesem Fall ist der Wochenplanunterricht eine Ergänzung des Klassenunterrichts, der freien Arbeit und des Projektunterrichts.
Im anderen Fall treffen die Schüler ihre Wahlen bezüglich der im offenen Unterricht beschriebenen Kategorien selbst.

## Wochenplan als Differenzierungsinstrument des Lehrers
In allen heterogenen Lerngruppen hat sich die Wochenplanarbeit besonders bewährt, da sie die Möglichkeit bietet, alle Kinder am gleichen oder auch unterschiedlichen Lerninhalten selbständig arbeiten zu lassen. Dazu bedarf es einer sorgfältigen Vorbereitung der Lernangebote.
Im Vergleich zum fragend-erarbeitenden Unterricht hat sich die Rolle des Lehrers im Wochenplanunterricht verändert. Er ist eher in der Rolle eines Begleiters für die selbständigen Lernprozesse der Schüler. Er kann sich einzelnen Schülern zuwenden oder Kinder mit Lern- und Verhaltensproblemen spezifisch unterstützen. Wochenplanarbeit ist ein wichtiges methodisches Instrument der Inneren Differenzierung.
Die Arbeit mit dem Wochenplan ist ein Konzept der Unterrichtsorganisation. Die Schüler erhalten zu Beginn eines bestimmten Zeitraumes (z. B. eine Woche) einen schriftlichen Plan, der Aufgaben verschiedenen Typs aus verschiedenen Inhaltsbereichen enthält.
In den dafür vorgesehenen Unterrichtsstunden (z. B. eine Stunde täglich) erarbeiten die Schüler diesen Plan selbständig – alleine oder in Partnerarbeit. Sie nehmen Hilfe in Anspruch, soweit notwendig. Nach der Bearbeitung einzelner Aufgaben sollen diese von den Schülern selbst kontrolliert und auf dem Plan als erledigt eingetragen werden.
Die Arbeit mit dem Wochenplan besteht gewissermaßen in einer Zusammenfassung und Ausweitung der sonst über die Woche verstreuten Kurzphasen von Still-, Partner- und Gruppenarbeit.
Die Schüler sollen lernen, einen umfangreichen Plan in eigener Regie zu bearbeiten.
Dabei sollen die Selbständigkeit und Selbsttätigkeit der Schüler unterstützt und ihre methodischen und sozialen Kompetenzen herausgefordert und gefördert werden.
Es ist umstritten, ob der Wochenplan sich auf Pflicht- und Wahlaufgaben beschränken oder auch Freiarbeitsaufgaben einschließen sollte.

## Wochenplanvarianten

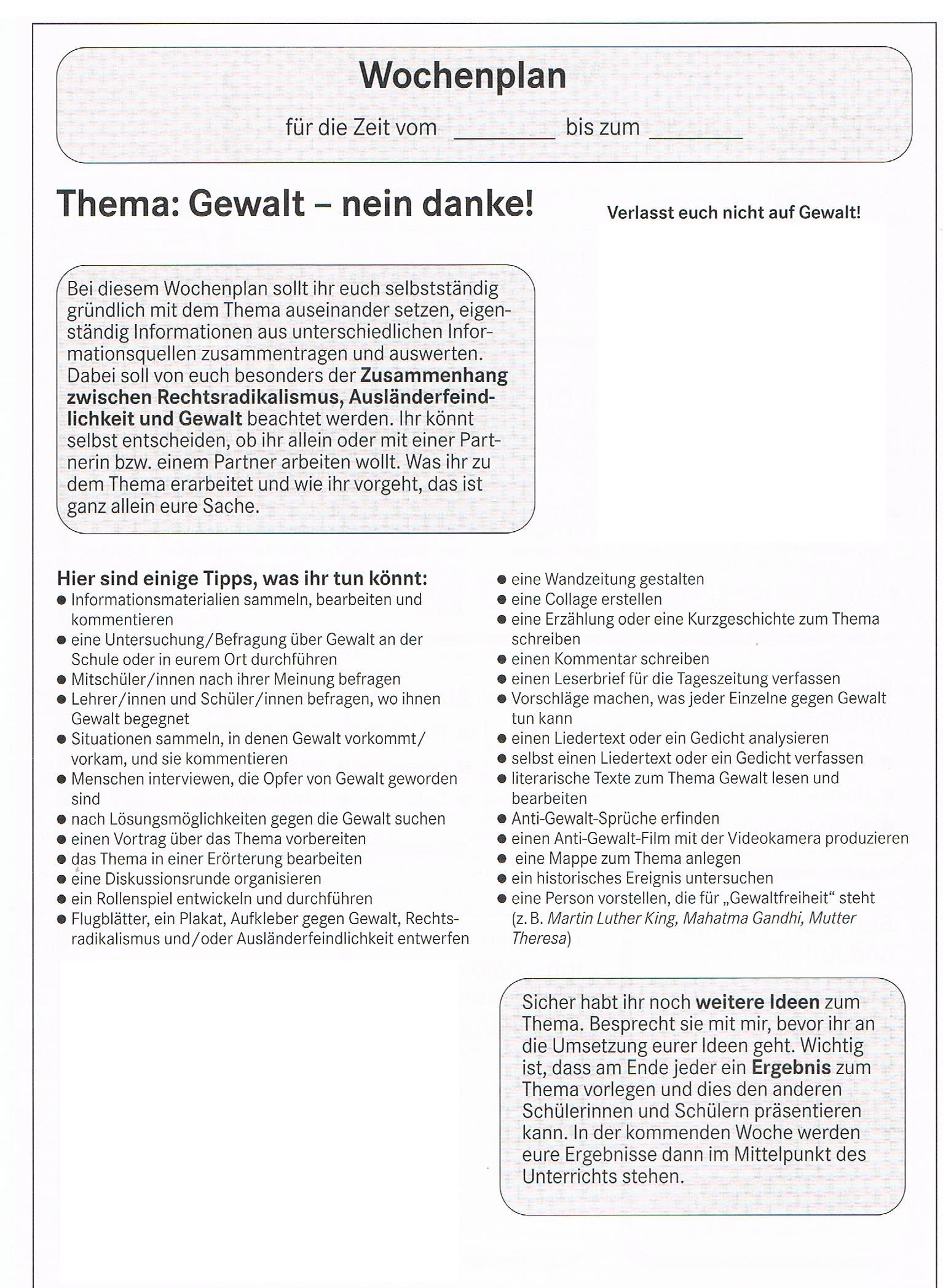
Beispiel eines Projektorientierten Wochenplanes

Es gibt unterschiedliche Wochenplanvarianten, mit denen man im Unterricht arbeiten kann. Der Einstieg in die Wochenplanarbeit kann mithilfe eines überschaubaren Tagesplanes erfolgen. Speziell für die Sekundarstufe sind die Wochenpläne in nur einem Fach entwickelt worden. Hat man in einer Klasse als Lehrer in mehreren Fächern Unterricht oder bieten sich Kooperationsmöglichkeiten, so kann man mit Wochenplänen arbeiten, die sich auf mehrere Fächer beziehen. Offene und Projektorientiert Wochenpläne sind gerade in höheren Klassen der Sekundarstufe I und in der Sekundarstufe II von besonderer Bedeutung. Die am weitesten entwickelte Form der Wochenplanarbeit im offenen Unterricht sind die von Schülern selbst erstellten Wochenpläne.hier gibt es keine Pflicht- und Wahlaufgaben, weil die Kinder und Jugendlichen keinen Wochenplan 'erhalten'. Sie beschreiben ihre Arbeitsvorhaben und legen eventuell einzelne Abschnitte zeitlich fest. Es gibt in diesem Unterricht – idealerweise – auch keine Fächergrenzen und keine Einschränkung auf bestimmte Altersstufen. Die Schüler lernen an unterschiedlichen Themen auf vollkommen unterschiedlichen Niveaus. Dieser entspricht dem aktuellen Lernstand des jeweiligen Kindes einer Klasse.
In diesem gibt es keine Pflicht- und Wahlaufgaben, weil die Kinder keinen Wochenplan 'erhalten'. Sie beschreiben ihre Arbeitsvorhaben und legen eventuell einzelne Abschnitte zeitlich fest. Es gibt in diesem Unterricht – idealerweise – auch keine Fächergrenzen und keine Einschränkung auf bestimmte Altersstufen. Die Kinder lernen an unterschiedlichen Themen auf vollkommen unterschiedlichen Niveaus. Dieser entspricht dem aktuellen Lernstand des jeweiligen Kindes einer Klasse.